# Chieti Calcio 1991-1992
Questa voce raccoglie le informazioni riguardanti il Chieti Calcio nelle competizioni ufficiali della stagione 1991-1992.

## Stagione
L'annata segnò il ritorno del Chieti in terza serie, a oltre un decennio di distanza dalla precedente apparizione. Rinforzatasi in vari elementi, su tutti il promettente Enrico Chiesa, attaccante di scuola Sampdoria e messosi in evidenta l'anno prima nei corregionali del Teramo, la formazione neroverde, allenata dal confermato Ezio Volpi, ebbe un buon avvio in campionato che la portò temporaneamente a stazionare, alla sosta natalizia, in seconda posizione; tuttavia nel prosieguo della stagione, una serie di infortuni mise contemporaneamente fuori gioco punti fermi dell'undici titolare come Consorti, D'Eustacchio e De Amicis, minando la solidità degli abruzzesi che così persero posizioni nel girone di ritorno, vedendo svanire il sogno della promozione in Serie B e chiudendo la classifica all'ottavo posto.

## Rosa

I promettenti neoacquisti Enrico Chiesa e Luca Alidori

| N. |                   | Ruolo | Calciatore            |
| -- | ----------------- | ----- | --------------------- |
|    | Italia (bandiera) | P     | Luca Alidori          |
|    | Italia (bandiera) | D     | Nicola Bellandrini    |
|    | Italia (bandiera) | C     | Gianni Cavezzi        |
|    | Italia (bandiera) | A     | Enrico Chiesa         |
|    | Italia (bandiera) | D     | Gabriele Consorti     |
|    | Italia (bandiera) | D     | Luca D'Angelo         |
|    | Italia (bandiera) | C     | Giuseppe De Amicis    |
|    | Italia (bandiera) | A     | Federico Delli Rocili |
|    | Italia (bandiera) | D     | Ercole D'Eustacchio   |
|    | Italia (bandiera) | A     | Sandro Federico       |
|    | Italia (bandiera) | A     | Vincenzo Feola        |

| N. |                   | Ruolo | Calciatore              |
| -- | ----------------- | ----- | ----------------------- |
|    | Italia (bandiera) | A     | Luca Leone              |
|    | Italia (bandiera) | P     | Dario Marigo            |
|    | Italia (bandiera) | D     | Gabriele Morganti       |
|    | Italia (bandiera) | D     | Massimiliano Nardecchia |
|    | Italia (bandiera) | A     | Giovanni Pagliari       |
|    | Italia (bandiera) | C     | Andrea Pallanch         |
|    | Italia (bandiera) | C     | Mauro Picconi           |
|    | Italia (bandiera) | C     | Cosimo Prescitti        |
|    | Italia (bandiera) | D     | Emidio Sabatelli        |
|    | Italia (bandiera) | A     | Stefano Sgherri         |
|    | Italia (bandiera) | C     | Francesco Tomei         |

## Risultati

### Campionato

#### Girone di andata
| 15 settembre 1991 1ª giornata | Perugia | 0 – 0 | Chieti |  |

| 22 settembre 1991 2ª giornata | Chieti | 0 – 0 | Ischia Isolaverde |  |

| 29 settembre 1991 3ª giornata | Reggina | 0 – 0 | Chieti |  |

| 6 ottobre 1991 4ª giornata | Chieti | 0 – 0 | Sambenedettese |  |

| 13 ottobre 1991 5ª giornata | Licata | 0 – 1 | Chieti |  |

| 20 ottobre 1991 6ª giornata | Chieti | 1 – 1 | Fano |  |

| 27 ottobre 1991 7ª giornata | Ternana | 1 – 0 | Chieti |  |

| 10 novembre 1991 8ª giornata | Chieti | 2 – 2 | Giarre |  |

| Arbitro: | Lelli (Grosseto) |

|                     |           |  |
| Presicci 70’ (aut.) | Marcatori |  |

| 24 novembre 1991 10ª giornata | Chieti | 2 – 1 | Salernitana |  |

| 1º dicembre 1991 11ª giornata | Catania | 0 – 1 | Chieti |  |

| 8 dicembre 1991 12ª giornata | Chieti | 0 – 0 | Casarano |  |

| 15 dicembre 1991 13ª giornata | Chieti | 0 – 0 | Monopoli |  |

| 22 dicembre 1991 14ª giornata | Siracusa | 1 – 1 | Chieti |  |

| 29 dicembre 1991 15ª giornata | Chieti | 1 – 0 | Barletta |  |

| 12 gennaio 1992 16ª giornata | Acireale | 2 – 1 | Chieti |  |

| 19 gennaio 1992 17ª giornata | Chieti | 1 – 1 | Fidelis Andria |  |

#### Girone di ritorno
| 26 gennaio 1992 18ª giornata | Chieti | 0 – 1 | Perugia |  |

| 9 febbraio 1992 19ª giornata | Ischia Isolaverde | 1 – 0 | Chieti |  |

| 16 febbraio 1992 20ª giornata | Chieti | 0 – 1 | Reggina |  |

| 23 febbraio 1992 21ª giornata | Sambenedettese | 1 – 1 | Chieti |  |

| 1º marzo 1992 22ª giornata | Chieti | 0 – 0 | Licata |  |

| 8 marzo 1992 23ª giornata | Fano | 1 – 0 | Chieti |  |

| 15 marzo 1992 24ª giornata | Chieti | 1 – 1 | Ternana |  |

| 23 marzo 1992 25ª giornata | Giarre | 0 – 0 | Chieti |  |

| Arbitro: | Scarfò (Reggia Calabria) |

|                          |           |  |
| Stefano Sgherri 12’, 14’ | Marcatori |  |

| 12 aprile 1992 27ª giornata | Salernitana | 1 – 0 | Chieti |  |

| 18 aprile 1992 28ª giornata | Chieti | 1 – 0 | Catania |  |

| 26 aprile 1992 29ª giornata | Casarano | 2 – 1 | Chieti |  |

| 3 maggio 1992 30ª giornata | Monopoli | 1 – 2 | Chieti |  |

| 10 maggio 1992 31ª giornata | Chieti | 3 – 0 | Siracusa |  |

| 17 maggio 1992 32ª giornata | Barletta | 1 – 1 | Chieti |  |

| 24 maggio 1992 33ª giornata | Chieti | 2 – 2 | Acireale |  |

| 31 maggio 1992 34ª giornata | Fidelis Andria | 1 – 0 | Chieti |  |